# エコー金属
エコー金属株式会社（エコーきんぞく）は、新潟県燕市の製造業・卸売り会社である。主に100円ショップに家庭日用品・雑貨・キッチンツール等を卸している。
金属製品に限らずシリコン製品の製造・卸売りも行うなどの特色が見られる。